# Pallieter (roman)

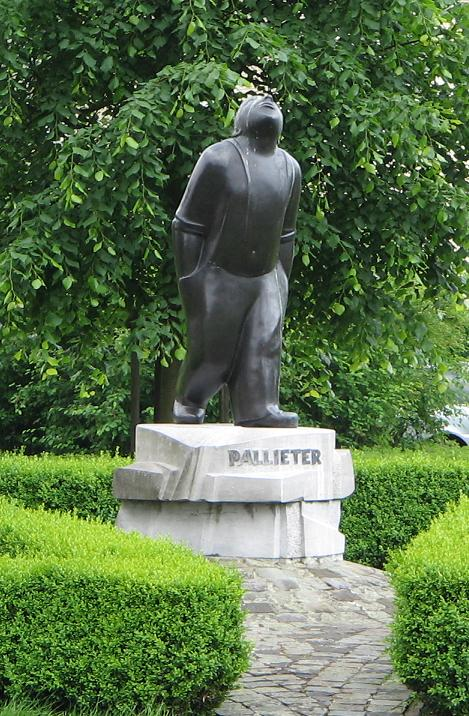
Standbeeld te Lier van de hand van Jan Alfons Keustermans uit 1986

Pallieter is een streekroman van de Vlaamse schrijver en dichter Felix Timmermans, gepubliceerd in 1916. De roman is vernoemd naar zijn hoofdpersonage Pallieter, een levensgenieter die leeft onder het motto ‘pluk de dag’. Het boek vertelt het verhaal van de levenslustige Pallieter die met zijn huishoudster Charlot in het idyllische Lier woont. Dag in dag uit begeeft hij zich in de Netevallei waar hij zorgeloos geniet van het paradijselijke landschap.
Zowel in Vlaanderen als in Nederland werd Pallieter gigantisch populair. Dat de roman zo succesvol werd onthaald, had deels te maken met het feit dat het boek in volle oorlogsperiode uitkwam. In deze omstandigheden werd een roman vol levensvreugde en genot met open armen onthaald. In de loop van de jaren 20 begon Timmermans’ succes bij de meer verfijnde literaire kringen af te nemen. Pallieter werd in 1920 ook door de katholieke kerk verboden omdat Timmermans erin zou spotten met het katholieke geloof. Vandaag wordt Pallieter vooral als ‘bravige heimatliteratuur’ bestempeld, waarbij de verheerlijking van de eigen bodem centraal staat. In deze context wordt de roman vaak gelinkt aan het Vlaams-nationalisme.

## Paratekst

### Titelverklaring
De roman Pallieter ontleent zijn titel aan de naam van het hoofdpersonage. Pallieter is een Lierenaar die eerst de naam "Palloeter" kreeg. Dat betekent bedrieger of luierik. Waarschijnlijk is de naam "Pallieter" voortgekomen uit het woord "palloeter": "In het Antwerps Idioticon van Cornelissen-Vervliet staat paloeter "bedrieger", "luiaard" en paloeteren "bedriegen", maar geen pal(l)ieter. Vermoedelijk heeft Timmermans de term "pallieter" dus zelf verzonnen. Het hoofdpersonage zelf gaf toe dat Pallieter een naam zonder betekenis is: "Ik moet U verdrieten, maar pallieter is een verzonnen naam. Dat is een naam zonder betekenis, zonder overlevering, zonder geschiedenis, zonder occultisme (...) Het is zelfs geen naam, niets dan iets Pallieterachtig, en wat is dat? Noem dus uw zoontje Hendrik of Jan, en dat hij heerlijk moge groeien."

### Opdracht
Timmermans droeg Pallieter op aan zijn vrouw Marieke. Zij heeft een belangrijke invloed gehad op het hoofdpersonage en zonder haar zou Pallieter niet de figuur zijn die hij vandaag de dag is. Niet onbelangrijk is dat Marieke eerst Marleentje heette in de roman.

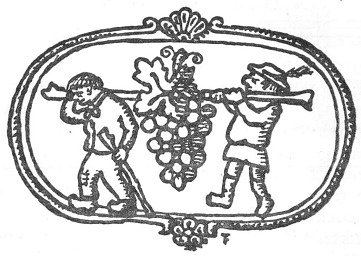
De coverafbeelding die Timmermans voor de eerste druk van Pallieter maakte.

### Cover
Op de cover van de eerste druk uit 1916 zien we twee Bijbelse mannen die terugkomen uit Kanaän. Deze twee verkenners dragen een enorme druiventros op hun schouder. De afbeelding op de cover werd door Timmermans zelf gemaakt en verwijst grotendeels naar "Het Belofte Land", het café waar de schrijver tijdens zijn wandelingen door Lier voorbij liep. Volgens de schrijver was Lier het Beloofde Land. Timmermans noemde de stad het middelpunt van de wereld.

### Illustraties
De illustraties in Pallieter zijn allemaal van de hand van de auteur. De tekeningen doen ons denken aan volksverhalen en vertellen ons meer over de Vlaamse feesten. Wat opvalt is dat Felix Timmermans noch in dit boek noch in andere (grafische) werken een figuur heeft getekend die Pallieter moet voorstellen: “Het lijkt alsof hij die mythische idee niet met een lichamelijke gestalte wilde aankleden”.

## Personages

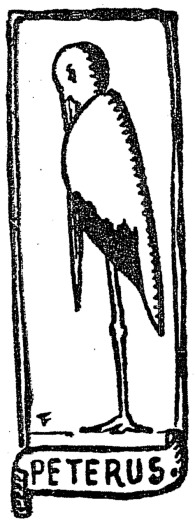
Tekening van Peterus de ooievaar bij het hoofdstuk 'De hof, en de brief van Charlot'.

- Pallieter: de hoofdpersoon van het boek. Hij woont met zijn dienstmeid Charlot in een boerderij in de Netevallei en geniet daar van het leven en de natuur.[9] Hij heeft geen familie, gaat niet naar de kerk en heeft lak aan de regels van de samenleving.[10] Hij is ‘de vrije man, de ongebondene (...) die alle levensmanifestaties ondergaat in ‘n roes van verrukking of in vertederende ontroering (...)’.[11] Aan het eind van het boek vervult hij zijn wens om de wijde wereld in te trekken.
- Charlot: de dienstmeid van Pallieter. Ze woont bij Pallieter in huis en verzorgt het huishouden. Pallieter bespot haar vaak om haar traditionele manier van geloven. Ze gaat naar de kerk en loopt mee in processies. Op het eind van het boek besluit ze met Pallieter en Marieke mee te gaan op reis.
- Marieke: de vrouw van Pallieter. Ze is het petekind van Charlot. Ze ontmoet Pallieter als ze met Charlots familie mee komt voor de kermis. De twee worden al snel verliefd. Marieke en Pallieter trouwen en krijgen een drieling, twee jongens en een meisje.
- Pastoor: vriend van Pallieter. De pastoor en Pallieter kunnen het goed met elkaar vinden en drinken af en toe samen. De pastoor probeert Pallieter te overtuigen om niet de wijde wereld in te trekken, maar tevergeefs.
- Fransoo: ‘Pallieters evenbeeld’ en beste vriend.[12] Hij is landschapsschilder en woont in de molen van zijn vader.
- Beyaard de merrie, Lucifer de bok, Loebas de hond, Thybaert de kat, Peterus de ooievaar: de dieren die bij Pallieter in zijn huis de Reynaert wonen.[12]

## Synopsis
Pallieter is een verhaal met weinig dramatische spanning. De jonge levensgenieter Pallieter woont samen met zijn huishoudster Charlot op een boerderij in Lier. Ter gelegenheid van de jaarlijkse kermis nodigt Pallieter Charlots familie uit voor een groot feest. Tijdens dit uitbundige eetfestijn ontmoet Pallieter Marieke, het petekind van Charlot. Pallieter wordt verliefd op haar en niet veel later verloven ze zich. Op 21 september trouwt Pallieter met Marieke. Hun huwelijksnacht beleven ze op een bootje op de Nete. Na hun bruiloft ontdekt Pallieter dat de Nete zal worden rechtgetrokken. Pallieter besluit dat hij niet in Lier wil blijven wonen. Negen maanden later bevalt Marieke van een drieling, en het jonge gezin trekt samen met hun huishoudster Charlot de wijde wereld in.

## Structuur
Het boek bestaat uit 28 hoofdstukken en telt ongeveer 262 pagina's. Het boek beschrijft ongeveer 13 of 14 maanden uit het leven van Pallieter in chronologische volgorde. Pallieter heeft geen echt plot, maar wordt gestructureerd door de loop van de seizoenen. Het boek krijgt ook structuur door verschillende feesten en belangrijke momenten op de liturgische kalender.
Het boek kan grofweg als volgt worden ingedeeld:
- H1 t/m H9: Lente
- H10 t/m H17: Zomer
- H18 t/m H19: Herfst
- H20 t/m H23: Winter
- H24 t/m H28: Lente

Het 'verhaal' wordt verteld in de onvoltooid verleden tijd door ''een min of meer auctoriële vertelinstantie''. De lezer beleeft alles door de ogen van Pallieter, en ziet en voelt zo alles wat Pallieter ook ziet en voelt.

## Setting

### Lier

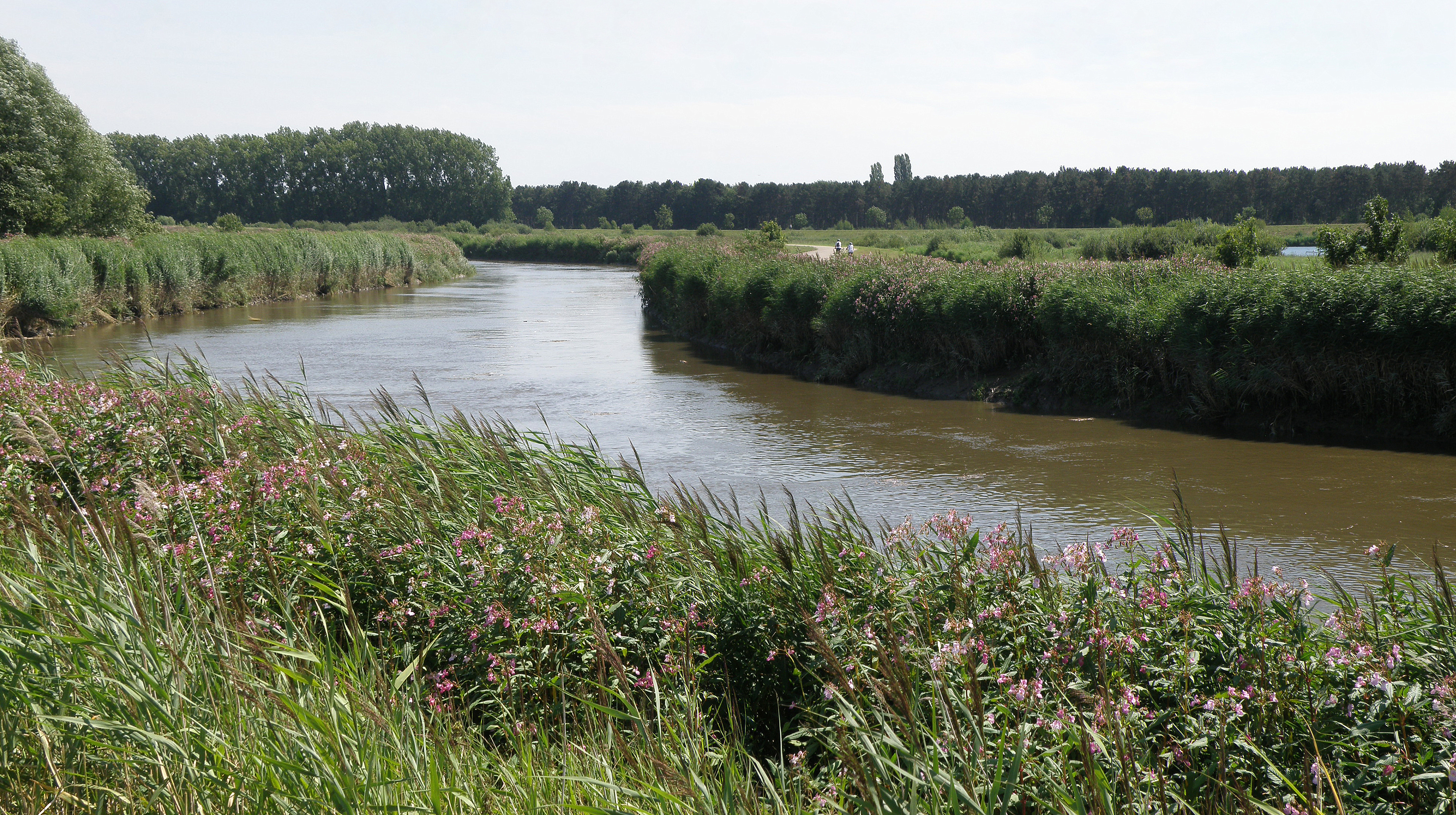
Het landschap rond de Nete in Lier vormt het decor voor de roman.

Voor de situering van zijn Pallieter ging Timmermans uit van zijn eigen 'heimat': het Neteland rond Lier. De auteur geeft die geografische ruimte echter niet weer zoals ze in werkelijkheid is, maar mythologiseert ze. Zo ging een Duitse vrouw na het lezen van de roman in Lier op zoek naar "blauwe bosschen", maar keerde teleurgesteld van haar zoektocht terug. De ruimte waarin Pallieter vertoeft is onproblematisch en eenzijdig, van lijden is er geen sprake. Daarnaast hoeft Pallieter niet te werken in deze nieuwe Tuin van Eden, want het land bevredigt al zijn behoeften. Het is bijgevolg de ideale plek om naar hartenlust te genieten van al het moois dat de natuur en het leven te bieden hebben.
In het werk van Timmermans maakt de mens inherent deel uit van de natuur. In Pallieter draagt de gelijknamige hoofdfiguur zijn emoties en menselijke trekken over op de ruimte zodat alles, inclusief het levenloze, een levend karakter krijgt. Dit gebeurt voornamelijk door het gebruik van personificaties zoals "de reuk der witte en purpere kruidnagelen, van voor het venster, wandelde over de tafel heên" en "het rood [van de zon] jubelde de wolken in en rolde over de wereld". Verder voelt Pallieter zich erg verbonden met de hem omringende natuur. Hij beschouwt het Netedal als zijn thuis: "‘Dat is man beste kamer! Ma salon! De loecht is ma plafon, de zon man horloge, het gers is man tapijt, de regen man gordijnen", omarmt liefdevol zijn "Bruur Boem" en spreekt over "Vader zon" en "Moeder aarde".

Het is vanuit zijn verbondenheid met de natuur dat Pallieter zijn godsdienst beleeft. In tegenstelling tot zijn huishoudster Charlot zoekt hij de aanwezigheid van God niet in de kerk of in processies, maar vindt hij die in de vrije natuur. Zijn natuurbeleving zorgt bij Pallieter voor mystieke ervaringen, zoals wanneer hij voordat hij naar Marieke vertrekt overweldigd wordt door de schoonheid van de bloemen in zijn tuin: 
Rond het molenheuveltje prikten de gouden zonnewielen tranen in de oogen, en uit een dikken band van bloeiende geraniums spoot het fonteintje, stralend als een zweerd, zijn peerlenpluim uiteen. Daar als een gekleurd vuurwerk het Japaneesch gers, ginder franker dan appelsienen, de kelken van het lisch, en dan! als om niet te gelooven en nooit meer te vergeten, alles overheerschend en overweldigend, de uitbundige roode en oranje mastouchen in kegelranken tegen den witten muur en rond de dikke vruchtenboomen! Amé! 't waren als vlammen, die opkronkelden en opsloegen uit den grond! Och, 't was overal de geestdriftige openbersting van het schoonste leven. 't Was als niet voor menschen. En die reuken die een mensch zijn ziel vergrootten!
Een pagina verder zegt hij dan: "Wa veur nen uil kan er nog nor nen hemel verlangen als hem zoo iet zie!" Pallieter is dus een lofzang op de natuur waarin het leven hier en nu een feest is dat met veel uitbundigheid wordt gevierd.

### Stilte
Toch is Pallieter niet louter uitbundigheid en drukte. Het boek bestaat enerzijds uit momenten van onstuimigheid, feest, zingen uit volle borst en eten en drinken tot je erbij neervalt en anderzijds uit momenten van rust, verinnerlijking en stilte. Die ogenblikken van kalmte onderbreken de razende stroom van overweldigende levensvreugde en zorgen voor vertragingen in het vertelritme. Meestal vindt Pallieter de stilte 's avonds of 's nachts. Volgens Rutten (1928) zijn net dat de essentiële momenten van het verhaal: "Al brandt de dag nog zo fel op Brabants heuvelen, al rijst de morgen steeds edeler en ijler van achter de oosterkim, Pallieter is het boek van de avond en der nachten". Janssens (1989) stelt daarentegen dat de momenten van innerlijke rust net zo belangrijk zijn als de drukke en vrolijke delen van het verhaal, maar dat het boek vaak ten onrechte enkel met die laatste vereenzelvigd wordt.

### Geen traditionele streekroman
De roman wordt dus meestal gezien als een extatische verheerlijking van de eigen bodem, typisch voor het genre van de streekroman. Aan dat genre kleeft vaak een traditioneel etiket, dat maar weinig "literaire glans" heeft. Pallieter wordt door de literaire kritiek voornamelijk gezien als een idealisering van het premoderne, landelijke Vlaanderen die de lezer een ontsnapping uit de werkelijkheid biedt. In het Neteland van Pallieter is nog geen sprake van de problemen die gepaard gaan met de modernisering en leeft iedereen in vrede samen. De aankondiging van de komst van die modernisering aan het einde van het verhaal wordt dan ook beschouwd als een verstoring van de paradijselijke rust.
De categorisering van het boek als een traditionele streekroman die het Vlaamse plattelandsleven idealiseert, leidde ertoe dat literatuurcritici het werk bestempelden als 'Vlaams symbool'. Pallieter wordt gezien als "door en door Vlaams in de situering, mentaliteit, emotionele geladenheid en zegging" en het gelijknamige hoofdpersonage als een soort van 'oer-Vlaming'. Bijgevolg werd de roman tijdens de Tweede Wereldoorlog gerecupereerd door Vlaams-nationalistische bewegingen. Timmermans' eigen politieke opvattingen hebben daar waarschijnlijk ook invloed op gehad. De schrijver bewoog zich al voor de Eerste Wereldoorlog "in flamingantische en anti-Belgische kringen" en ijverde tijdens die oorlog als activist mee voor een onafhankelijk Vlaanderen. Tijdens de Tweede Wereldoorlog had Timmermans nog steeds veel contact met de Duitsers, maar hij deelde hun antisemitische en racistische opvattingen niet. In 1942 nam hij de Rembrandtprijs in ontvangst, een prijs die werd toegekend door de Universität Hamburg en steun kreeg van het nazi-beleid. Antoon Jacob vertelde in zijn toespraak op de prijsuitreiking onder andere dat Pallieter "door de Hitlerjugend rond kampvuren werd voorgelezen". Ook ander werk van Timmermans werd door de flaminganten gerecupereerd en vanaf 1945 verscheen het Vlaamsgezind weekblad 't Pallieterke. Als gevolg worden de werken van de Lierse auteur nog steeds vaak geassocieerd met collaboratie.
Toch valt er best wat tegen een Vlaams-nationalistische interpretatie van de roman in te brengen. Allereerst blijkt aan het einde van het verhaal dat Pallieter niet onlosmakelijk verbonden is met zijn geboorteland: hij besluit de wijde wereld in te trekken met zijn kersverse gezin. Dat doet hij niet omdat hij denkt dat de aangekondigde modernisering het mooie landschap zal verpesten: "de streek mag na de veranderinge duzend kiere zoo schoen zijn! -Mor het gedacht en 't verlange oem overal en nieverans te wonen is in mijn bloed geslage." Pallieter lijdt dus niet aan "de bijziendheid van traditionele regionalisten", maar heeft een open en "kosmopolitische geest". Daarnaast ziet de vrolijke levensgenieter geen graten in rassenvermenging: "Charlot zal 'k mè ne neger doen trijve, en dan zullen heur kindere begentjes weurre, zwerte begentjes!" Een vertegenwoordiger van een 'zuiver Vlaams ras' is hij dus niet echt. Bovendien is hij net het tegenovergestelde van de traditionele hardwerkende Vlaming, want werken doet hij liever niet. Tot slot heeft Pallieter ook geen bloedverwanten, maar kiest hij zijn eigen familie op basis van "respect en bewondering, zonder zich verder iets van landsgrenzen of afkomst aan te trekken." Zijn familie bestaat voornamelijk uit zijn vrienden en de natuur. Pallieter is dus allesbehalve een traditionele Vlaamse streekroman.

## Thema's en motieven

### Antiburgerlijkheid
Aan het begin van het boek is Pallieter zo blij dat de winter is afgelopen en de lente is begonnen, dat hij naakt gaat zwemmen in de rivier de Nete. De koude, sombere winter is een ''symbool van het kleurloze burgermansbestaan'', waar Pallieter met zijn duik in de Nete afscheid van neemt. Ook Pallieters naaktheid is een ''beproefd motief om verzet aan te tekenen tegen de huichelachtigheid en morele bekrompenheid van de bourgeoisie''. Pallieter schaamt zich nergens voor, heeft geen tafelmanieren en spreekt een dialect. Deze eigenschappen maken van hem de ''antipode van de bourgeois''. Ook draagt Pallieter geen horloge, maar gebruikt de zon om de tijd te bepalen. Dit feit is ''extra betekenisvol''. Het horloge was immers ''destijds het statussymbool van de zich naar de moderne, mechanische tijd schikkende burger''.

### Vitalisme
Pallieters onburgerlijkheid ''spreekt (...) voorts uit een voor die tijd verrassend openhartig vitalisme''. Pallieter is een echte ''levensgenieter en natuuraanbidder''. Zijn dagen brengt hij voornamelijk door in de natuur. Hoe veel hij van de natuur houdt, wordt duidelijk door de manier waarop hij beschrijft wat hij daar allemaal ziet, hoort en ruikt. Het boek zit dan ook vol met stijlfiguren als synesthesieën, hyperbolen en pleonasmen. Ook het feit dat hij een boom koopt om die anders gekapt wordt, onderstreept zijn liefde voor de natuur. Daarbij geniet Pallieter van lekker eten en drinken. Vooral in het hoofdstuk 'De feest' wordt er volop gegeten en gedronken. Zo staan er ''een dichte root van dikbestofte wijnflesschen'' en ''twee groote tonnen bier'' op tafel. Het gezelschap aan tafel begint met soep, waarna onder andere aardappelen, kalfsgebraad, een speenvarken en ''honderd meters worst'' worden opgediend. Ook houdt Pallieter van vrouwen, meer specifiek het vrouwenlichaam. Na een regenbui bewondert hij het lichaam van Marieke, door haar doorweekte kleren heen. Als hij al met Marieke is, slaapt hij achter haar rug om met een boerin die hij toevallig tegenkomt, want ''onvoorziene liefde smokt het best''. Al deze dingen maken van Pallieter een ''symbool voor al wie van het leven houdt''. Toch is er niet alleen maar natuur, dans, zang, eten en vrouwen. Pallieter houdt ook van momenten van stilte, waarin hij zelfs ''het gelukkigst'' is.

### Moderniteit
Rutten en Weisgerber (1988) zien Pallieter als een ''geïdealiseerde boerenfiguur'', die niet nadenkt over moderne problemen. Pallieters levensvreugde komt voor een deel voort uit zijn liefde voor lekker eten en mooie vrouwen, maar vooral uit zijn ''simpele ziel die nergens tegenspraak of tegenstand ontmoet''. Door deze levensvisie is hij geen personage dat voortkomt uit een ''modern werkelijkheidsbesef''. Als Pallieter hoort dat er dwars door zijn geliefde vallei een spoorlijn wordt aangelegd, dat de rivier de Nete wordt rechtgetrokken en dat er een fort en een kerkhof worden aangelegd, is de lol er voor hem af: ''Maar in zoo'n land blijf'k ni wone! dan trekken w'er uit!''.
Volgens Absilis (2016) is Pallieter juist wel een modern personage. Vanaf het begin van de roman is er al sprake van een ''persoonlijke wedergeboorte'' als Pallieter naakt gaat zwemmen in de rivier de Nete. In het vliegtuighoofdstuk blijkt dat Pallieter de moderne techniek juist niet verwerpt. Hij wil koste wat het kost mee de lucht in en beleeft daar een soort ''openbaring''. Als Pallieter op het einde met zijn familie de wijde wereld in trekt, is dat een teken van ''ontworteling''. Het vertrek van Pallieter is niet alleen gemotiveerd door de aanleg van de spoorlijn. Al op zijn huwelijksdag, als Pallieter een stel vogels ziet vliegen, wil hij de wijde wereld intrekken. Ook daarvoor al ziet hij in dat het niet uitmaakt waar hij is, hij kan overal gelukkig zijn: ''Is elke streek der aarde geen beloofde land als er de beloofde man maar is?'' Absillis typeert Pallieter dan ook als een ''moderne Adam'', omdat hij in tegenstelling tot de Bijbelse Adam zelf beslist zijn paradijs te verlaten. Er zit wel een bepaald soort verzet ''tegen de dwingende functionele en rationele logica van de moderniteit'' in Pallieter, maar Timmermans ''plaatst hier een alternatieve moderniteit tegenover'', die ''ruimte biedt voor de nieuwe techniek en haar mystieke potentieel''.

## Stijl en taal

### Folklorisme en expressionisme
Over de literaire stroming waartoe Pallieter behoort, bestaat geen algemene eensgezindheid, ook niet op vlak van stijl. Doorgaans wordt de roman tot de streek- of heimatliteratuur gerekend. Kenmerkend voor dit genre is het folklorisme: het plattelandse leven wordt op een klein-realistische manier beschreven. De aandacht voor het volkse uit zich ook in het gebruik van de volkstaal, in dit geval het Liers dialect. Timmermans achtte die taalvariant uiterst geschikt om de levensvreugde en euforie van Pallieter uit te drukken vanwege de sappigheid en sterke beeldende kracht ervan. Pallieter en zijn vrienden spreken dan ook uitsluitend in het Liers, dat volgens Rutten (1928) een "‘beeldtaal’ is van 't plezier, de tafel en 't lichaam". Zo vraagt Pallieter opgewonden aan Marieke op hun huwelijksfeest om "‘[...]er stillekes van onder [te] muize", want hij "had lijk mieren in zijn beenen" van ongeduld. De gebruikte volkse pleonasmen, tautologieën, uitdrukkingen en gezegdes versterken uiteraard de couleur locale van het werk.
Absillis (2016) argumenteert echter dat Pallieter stilistisch verwant is met een modernere stroming, namelijk het expressionisme. De werkelijkheid wordt in de roman net niet realistisch weergegeven, maar zoals Pallieter die waarneemt en ervaart, wat een "lyrisch-subjectieve sfeer" creëert. In de belevingswereld van Pallieter is het koren namelijk "groen-blauw[...]" en de lucht "lichtgroen[...]". Verder bestaat het lyrisme van Timmermans volgens Absillis ook uit een overvloedig gebruik van hyperbolen en synesthesieën.

### Lyrisch en levendig
Waarover geen discussie bestaat onder literatuurwetenschappers is dat de stijl van Pallieter lyrisch, levendig en uitbundig is. Lissens (1973) vergelijkt Timmermans' stijl met die van Guido Gezelle: "hij is guitig en adamisch fris van zinnen, innig en met onpeilbare reserves van gevoeligheid en weemoed, en toch gaaf, zonder zweem van kil negativisme". Rutten (1928) noemt het proza eerder eenvoudig, dat desondanks een heel rijk effect sorteert. Hij stelt dat de Lierse auteur de wereld van Pallieter tastbaar maakt voor de lezer en hem zelfs fysisch beïnvloedt: "[w]ij voelen de zon warmen, worden nat in de regen, we zitten voor de gerechten aan tafel en blijven in gespannen opmerkzaamheid luisteren naar de vogels of de stilte".
In Timmermans' poging om Pallieters werkelijkheids- en natuurbeleving op de lezer over te brengen staan drie stijlfiguren centraal: de reeds vernoemde hyberbool en synesthesie en het pleonasme.
- Hyperbool: In de wereld van Pallieter zijn de bossen niet groot, maar "als bergen"; doet de zon bij het begin van de lente de bomen en planten "van geweld [...] spreken en klappen, de bloemen [...] breken van reuken, de bosschen [..] denderen van 't danig vogelengefluit en hemzelf, Pallieter, een voet [...] grooter worden" en zijn de kookkunsten van zijn meid Charlot zo geweldig dat "het avondeten en het bier [smaakte] om driemaal opnieuw te beginnen".[70][71][72] Het overvloedig gebruik van dit soort overdrijvingen benadrukt de euforische gevoelens van Pallieter.[49]
- Synesthesie: Pallieter ervaart de werkelijkheid met al zijn zintuigen tegelijk. Hij hoort bijvoorbeeld "het felle geel der rapenbloemplekken geweldig [...] losschetteren" en ziet het Neteland in "het malsche licht dat uit de diepe luchten vloeide".[73][74] Janssens merkt op dat de synesthesieën goed passen in Pallieters "sterk animistische perceptiestructuur" waar alles vol leven is, ook het levenloze.[49] Zo wandelt de oostenwind en lacht het bos.[75][76] Dit soort personificaties evoceren samen met de synesthesieën de weelderige en sprankelende natuur van het Neteland.[49]
- Pleonasme: overbodige toevoegingen zoals "witte" bij "melk" en "sneeuw" dikken de stijl nog extra aan en beklemtonen het overgelukkige gevoel van Pallieter.[49][77][78]

Voorts gebruikt Timmermans verder nog tautologieën, rijm, alliteraties, metaforen, vergelijkingen en uitroepen om Pallieters levenslust uit te drukken.
Tot slot dragen ook de cumulatieve syntaxis en verhaaltrant bij tot het wervelende en extatische karakter van de roman. Timmermans gebruikt voornamelijk nevengeschikte hoofdzinnen. Lange zinnen zoals "[l]angs alle kanten lag de gewillige aarde weer heel haren rijken schat te geven, bloemen, planten, erwten, peekens en allerhande vruchten; en allerhand gediert dat ontpopte, terwijl andere koppelden, en de lucht rook naar honing, en een spuitende beerkar doordrenkte den grond" zijn eerder de regel dan de uitzondering. Zulke snelle aaneenrijgingen van woorden leggen extra nadruk op het beweeglijke en de actie in de natuur. Overal is er leven.
De combinatie van alle gebruikte stijlfiguren en de nevenschikkende verhaaltrant maken dat "[h]et stijlbeeld van dit boek [...] op de lezer af[komt] als één uitvergroot emfatisch uitroepteken" dat de levensvreugde van Pallieter duidelijk weerspiegelt.

## Context en ontstaansgeschiedenis
Felix Timmermans begon aan zijn Pallieter nadat hij enkele dagen in coma had gelegen na een mislukte operatie. Voor die operatie was Timmermans vooral gefascineerd door het occulte. Zijn debuut als prozaïst, Schemeringen van den dood, sluit daar volledig bij aan. Er valt duidelijk in te lezen hoe Timmermans verlamd wordt door levensangst.  Eenmaal ontwaakt uit zijn coma, zou hij een hele andere weg opgaan. Voortaan zou hij enkel nog schrijven over de schoonheid van het leven en de natuur.
Meer dan drie jaar lang werkte Timmermans aan Pallieter. Hij stuurde zijn hoofdstukken op naar Willem Kloos, die ze publiceerde in het tijdschrift De Nieuwe Gids. Het eerste hoofdstuk werd al in augustus 1912 gepubliceerd, het laatste hoofdstuk verscheen in september 1914. Enkel het tweede hoofdstuk, 'Het tweegevecht', waarin Pallieter het in een schunnig gevecht opneemt tegen een jonge graaf, vond Kloos te ordinair om te publiceren. Op het einde van het hoofdstuk laat Pallieter namelijk een grote wind in het gezicht van de graaf.
In juli 1914 begon Timmermans te onderhandelen met de in Amsterdam gevestigde uitgever Van Kampen en Zoon. Op het einde van de maand bereikten ze een principeakkoord. De publicatie van Pallieter werd echter uitgesteld door het uitbreken van Wereldoorlog I. Lier werd gebombardeerd door de Duitsers en Timmermans vluchtte met zijn familie naar Kortrijk. Het handschrift van Pallieter pakte hij voorzichtig in en hij knoopte het met een touw om zijn schouders.
Pas in de zomer van 1915 zou Timmermans opnieuw contact zoeken met Van Kampen & Zoon. Dat contact verliep echter stroef omdat België nog steeds bezet werd door de Duitsers. Op 26 augustus 1915 ontving Van Kampen eindelijk het volledige handschrift. In juni 1916 werd de roman in boekvorm gepubliceerd. Deze boekpublicatie verschilde enigszins van de tijdschriftversie uit De Nieuwe Gids. In katholieke milieus was het boek een heus schandaal: het werd als godslastering beschouwd. Daarom werd er in 1933 een zestiende, gekuiste druk gepubliceerd. In 1966 werd de oorspronkelijke tekst dan weer hersteld.
Bij de publicatie in 1916 is Pallieter een enorm succes. Dat succes is gedeeltelijk te verklaren door het feit dat de roman in volle oorlogsperiode werd uitgebracht. Een boek vol levensvreugde en blijmoedigheid werd met open armen ontvangen in deze donkere tijden. Ook was 1916 een enorm belangrijk jaar in de Nederlandse literatuur. Enerzijds werden de eerste kenmerken van de avant-garde al zichtbaar. Anderzijds was er ook de totaal andere tendens waarin we Timmermans, Ernest Claes, Jozef Arras en Antoon Thiry kunnen situeren. Zij schreven heimatliteratuur, een literaire stroming met als voornaamste kenmerk de voorliefde voor miniatuur en anekdote. Timmermans, Claes en anderen zouden met hun boerenroman een vaste waarde worden tijdens het interbellum.

## Waardering

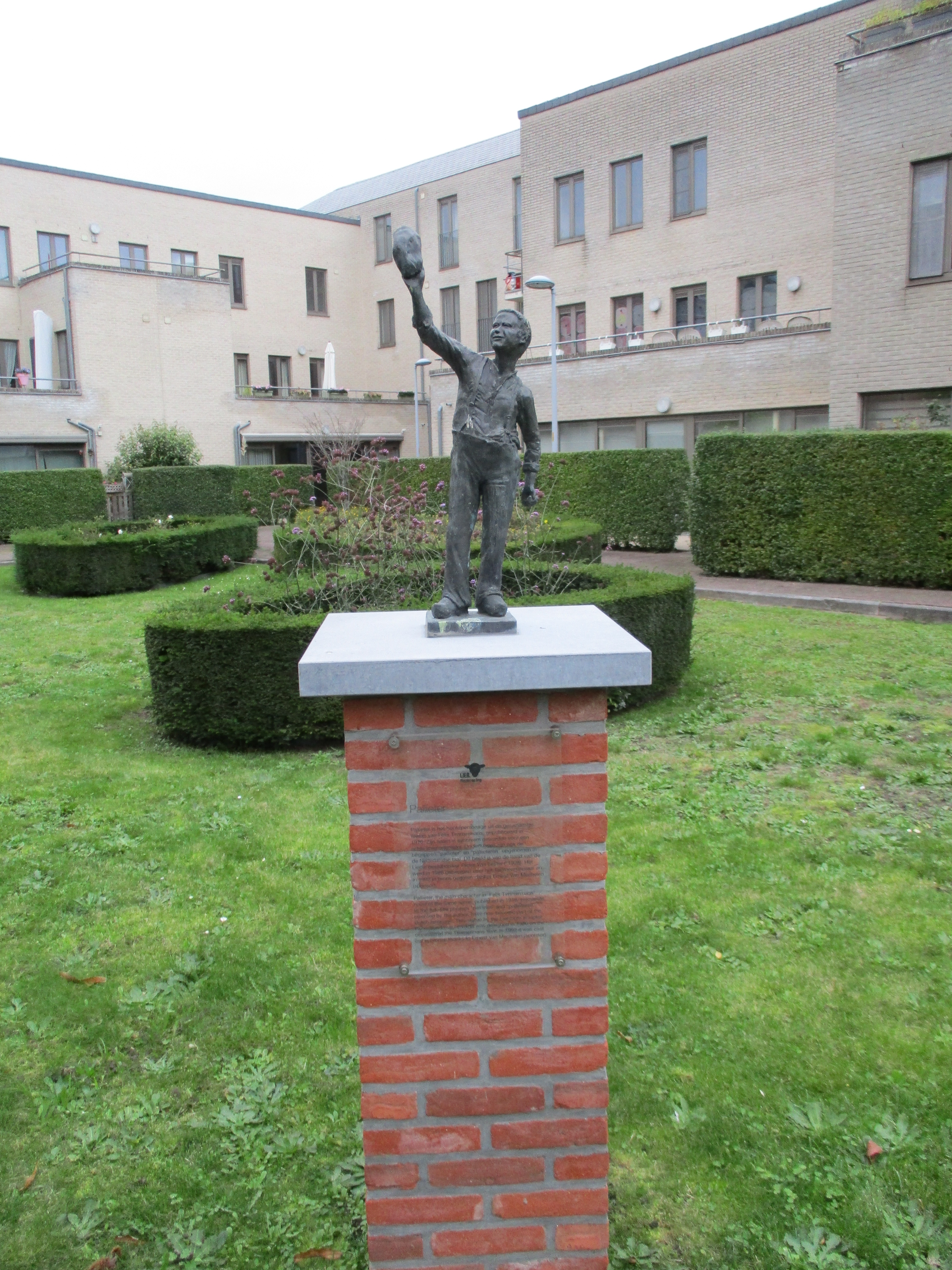
Pallieter, een beeld van Pierre van Eester

Pallieter was en is nog steeds een zeer invloedrijk boek in zowel Nederland als Vlaanderen. Hoewel de roman veel aanzien had, kon niet iedereen er zich in vinden. Het boek werd door de kerk verboden, omdat het Vaticaan vond dat het te veel lust opwekte. Nederlandse en Vlaamse bisschoppen moesten aanhangers van de kerk waarschuwen voor dit zedeloze boek. De kritiek die de kerk had op de roman verscheen in tijdschriften zoals De Maasbode, Mannenadel en Vrouweneer. Daarom bracht Timmermans een meer kuise versie uit van Pallieter in 1933. Daarnaast was er ook veel commentaar op het genre van de streekroman. In het tijdschrift Den Boomgaard vertelden critici dat de roman té cliché en té wijdlopig was:
"Het arme Vlaanderen, dat het niet helpen kan, valt heel, héél moeilijk te rehabiliteeren, nadat het in de oogen van alle Nederlanders met smaak en met eenig geestelijk standsgevoel, op een zoo pijnlijke wijze werd onteerd door de tomeloze schrijfmanie   van den heer F. Timmermans, den welbekenden, op alle bruiloften en vereenigingsfuifjes te ontbieden Leutigen Loltrapper uit Lier. Vlaamsche boeken zijn in de kringen waar men op gehalte en letterkundig fatsoen gesteld is a priori verdacht, want men vreest als men ze openslaat een ranzig pallieterluchtje op te snuiven, hetgeen men niet zonder goede gronden schuwt gelijk den droes."
Rond 1930 gingen Nederlandse en Belgische schrijvers de focus leggen op vernieuwing van de roman en gingen ze zich niet meer toeleggen op de streekroman. Dat genre zou een te geïdealiseerd beeld weergeven van het Vlaamse plattelandsleven. In tegenstelling tot de schrijvers Stijn Streuvels, Gerard Walschap en Willem Elsschot, werd Timmermans niet opgenomen in de canon die de Koninklijke Academie voor Nederlandse Taal- en letterkunde (KANTL) in 2015 aan het publiek voorstelde. De commissie van de academie vond dat de schrijver niet aan genoeg criteria voldeed: "Niet tijdloos, niet blijvend actueel, luidde het verdict, en indirect was er de suggestie van een tekort aan literair-esthetische waard."
Daarnaast waren er een aantal auteurs en literatoren die waardering hadden voor de roman van Timmermans. De Nederlandse dichter Willem Kloos omschreef Pallieter als een "idylle". Ook Hugo Claus sprak over de roman als "een sprookje". Deze reacties waren positiever in tegenstelling tot de kerk die niet te spreken was over het boek.
Pallieter heeft zijn roem voornamelijk te danken aan de titel zelf. De naam van het hoofdpersonage is sinds een tijd opgenomen in de Van Dale. Het woordenboek omschrijft Pallieter als "een levenslustige kerel". Daarnaast bestaat ook het werkwoord ‘pallieteren’, wat betekent "zorgeloos en uitbundig genietend in de natuur rondwandelen"  Dankzij Timmermans’ vertalingen was hij een kandidaat voor de Nobelprijs voor de Literatuur. In 1928 werd in Zweden zijn oeuvre grondig bestudeerd. Zo werd Timmermans in 1940 voorgedragen door de Zweedse eerste minister.

## Vertalingen en adaptaties

### Vertalingen
De eerste vertaling van Pallieter was een Duitse en dateert van 1921. Absillis vermeldt dat niet lang daarna al vertalingen verschenen "in het Frans (1923), Engels (1924), Zweeds (1925), Tsjechisch (1927), Italiaans (1929), Deens (1936), Sloveens (1938) en Esperanto (1933)." Later kwamen daar ook nog vertalingen bij in onder andere het Afrikaans, Fins, Japans, Pools en Servo-Kroatisch. Onderstaande lijst is gebaseerd op de lijst van edities op WorldCat.
Afrikaans
- F. Timmermans, Pallieter. Pretoria, J.P. Van der Walt, 1967.

Deens
- F. Timmermans; P. Hellum (vert.), Livsglæde. Pallieter. København, 1936.

Duits
- F. Timmermans, Pallieter. Leipzig, Insel, 1921.   Bij deze uitgever verschenen ook edities van Pallieter in 1923, 1925, 1928, 1931, 1942, 1943, 1944, 1951 (Wiesbaden), 1959a (Wiesbaden), 1959b, 1973 (Frankfurt am Main), 1986 (Frankfurt am Main), 1992 (Frankfurt am Main), 2003 (Frankfurt am Main).
- F. Timmermans, Pallieter. Brüssel, Die Österlingen, 1943.
- F. Timmermans; A. Valeton (vert.), Pallieter Mit Zeichnungen des Dichters. Zürich, Verlag der Arche, 1948.
- F. Timmermans; Pallieter. Ein Buch voll unbändiger Lebensfreude. Wien, Österreichischer Verl., 1950.
- F. Timmermans; A. Valeton (vert.), Pallieter mit Zeichnungen des Dichters. Berlin, Deutsche Buch-Gemeinschaft, 1957.   Bij deze uitgever verscheen ook een editie van Pallieter in 1958.
- F. Timmermans; A. Valeton (vert.), Pallieter: mit Zeichnungen des Dichters. Hamburg, Rororo, 1962. [Rororo, 340]
- F. Timmerans; A. Valeton-Hoos (vert.), Pallieter. Luzern, Schweizer Volks-Buchgemeinde, 1970.
- F. Timmermans, Pallieter. Frankfurt am Main, Suhrkamp, 1987. [Suhrkamp-Taschenbuch, 400]

Engels
- F. Timmermans, Pallieter. Translated by C.B. Bodde. With many drawings by Anton Pieck. New York & London, Harper & Bros., 1924.
- F. Timmermans; A.C.P. Bultinck (vert.), Pallieter. Pretoria, J.P. Van der Walt, 1967.

Esperanto
- F. Timmermans; J. van Schoor (vert.), Pallieter. Zutphen, Thieme, 1933.

Fins
- F. Timmermans; A. Brotherus, A. Kajanto, Muheva maa: (Pallieter); romaani Flanderista. Porvoo, WSOY, 1947.

Frans
- F. Timmermans, Pallieter. Traduit du flamand par Bob Claessens. 2e edition. Paris, s.n., 1923.
- F. Timmermans, B. Claessens (vert.), Pallieter. Paris, Rieder, 1923. [Les prosateurs étrangers modernes, vol. 1, 1923]  Bij deze uitgever verschenen ook een editie van Pallieter in 1930.
- F. Timmermans; B. Claessens (vert.), Pallieter. Bruxelles, Complexe, 1975. [Le Plat Pays, vol. 3, 1975]   Bij deze uitgever verscheen nog een editie van Pallieter in 1975.
- F. Timmermans; B. Claessens (vert.), Pallieter. Bruxelles, Editions du Houblon, s.d.

Italiaans
- F. Timmermans, Pallieter. Milano, Delta, 1929. [Scrittori italiani e stranieri, 39]

Japans
- F. Timmermans; Yō Ishisaka (vert.), パリタァ / Paritaa. Kobe, Ishisaka, 2004.

Pools
- F. Timmermans; A. Dąbrówka (vert.), Pallieter. Warszawa, Czytelnik, 1980.

- F. Timmermans; R.J. Vonka (vert.), Pallieter. Praha, Družstevní práce, 1927. [Živé knihy : řada B., 8]   Bij deze uitgever verscheen ook een editie van Pallieter in 1940.

Zweeds
- F. Timmermans; E. Wester (vert.), Livets fröjder eller Pallieter. Stockholm, Stockholm Wahlström, 1925.

### Adaptaties
Tsjechisch

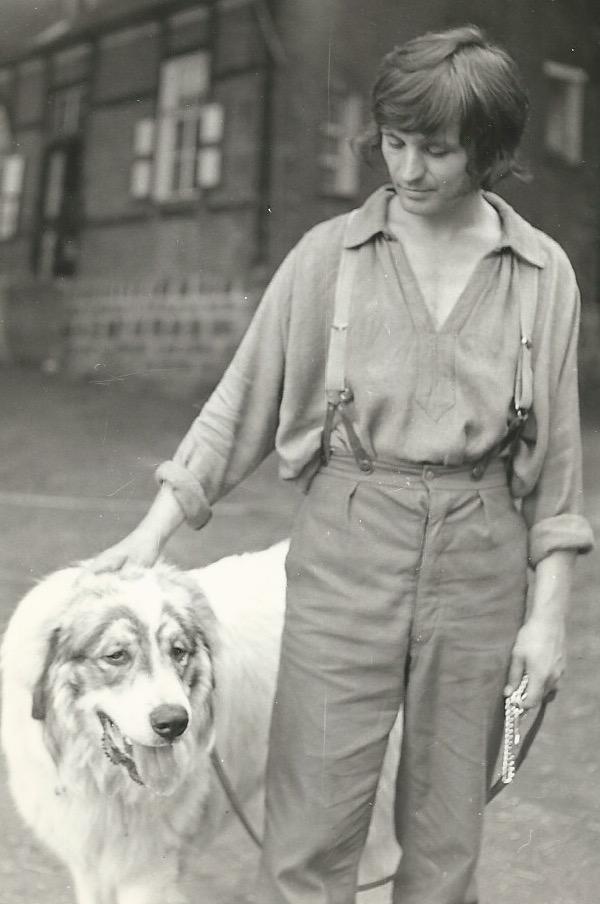
Eddy Brugman als Pallieter in de gelijknamige film (1976).

In 1976 werd het boek verfilmd, met Eddy Brugman als Pallieter, Sylvia de Leur als Charlotte, en Jacqueline Rommerts als Marieke.
- R. Verhavert. 1976. Pallieter.

In 2016 voerde Teater Lier een toneelstuk over de roman op, genaamd PallWIEter.
- D. Callens. 2016. PallWIEter.

In 2018 bewerkte Rudy Goes het boek "Pallieter" tot een toneelstuk.  Dit werd in april 2019 voor het eerst opgevoerd door Tejater Restant uit Buggenhout.
Van 1926 tot 1933 verscheen er elk jaar een heuse Pallieterkalender, uitgegeven door De Sikkel (Antwerpen) en met tekeningen van Timmermans. Die afbeeldingen hebben een gelijkaardige stijl als de prentjes die de auteur maakte voor de eerste uitgave van zijn roman. Ook daar overheersen het lieflijke en het schilderachtige.
In 1928 trok een grote Pallieterstoet door de stad Lier, die toeschouwers vanuit het hele land lokte. Felix Timmermans werkte er actief aan mee en schreef er ook een boekje voor, Lierke plezierke, waarvan al snel 150.000 exemplaren over de toonbank gingen.

## Extra

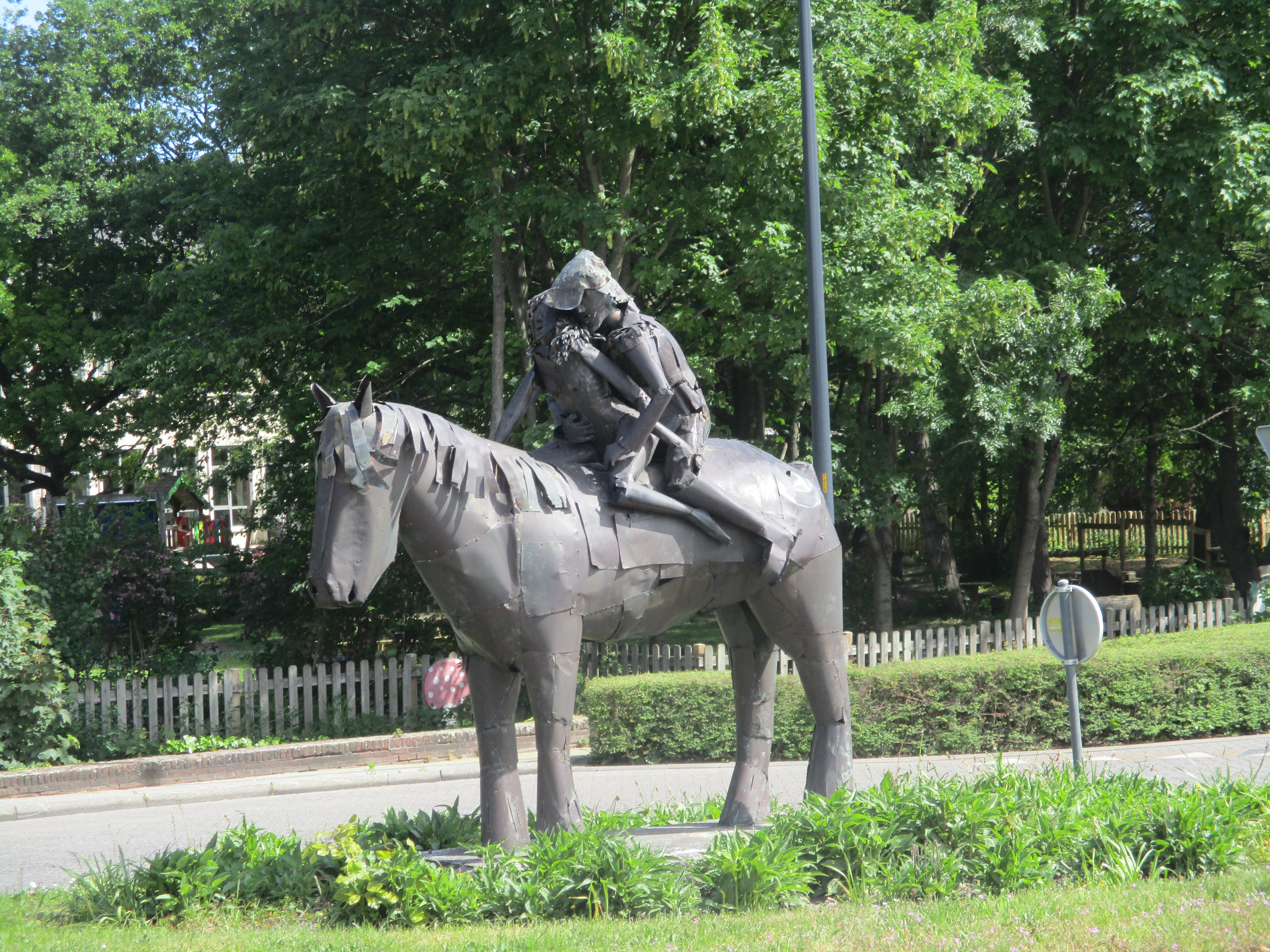
Pallieter en Marieke, weergegeven door kunstenaar Bertro

Pallieter had een grote impact op de maatschappij. Zo bestond er een Vlaamsgezind satirisch weekblad Pallieter in 1922. Daarnaast had je ook bepaalde dranken die naar Pallieter vernoemd werden, bijvoorbeeld 'De Liter van Pallieter'. Verschillende woorden die voorkwamen in Pallieter worden vandaag de dag nog steeds gebruikt. ‘Pallieteren' en ‘melk den dag’ werden gangbare woorden. Steeds meer jongeren gingen de naam Pallieter dragen.
Voorts inspireerde Timmermans musici en schilders. Zo bestaan er muzikale composities op Pallieter. Flor Alpaerts, een Vlaamse componist, schreef een Pallieter-symfonie. Daarnaast maakte René Veremans een muzikale bewerking van de Maannacht uit Pallieter. Ook werden er Pallieterportretten gemaakt van Timmermans zelf door de Belgische kunstschilder, Tony Van Os. Daarenboven werden er Pallietertaferelen geschilderd door onder andere Gaston Wallaert. Anton Pieck, die de tiende druk van Pallieter illustreerde, trok naar het Begijnhof van Lier om daar houtsneden te maken. Die houtsneden voegde Pieck bijeen in een album.
Naar aanleiding van Timmermans honderdste geboortedag op 25 mei 1986 werd er door het Felix Timmermans Herdenkingscomité een beeld van Pallieter onthuld. Het standbeeld staat voor het Koninklijk Atheneum aan de Netelaan te Lier. Daarnaast schonk de kunstenaar Bertro bronzen beelden van Pallieter en Marieke aan zijn geboortestad. De standbeelden verwijzen naar de passage in de roman wanneer Pallieter Marieke uit de Nete tilt op het ros Beiaard en ze samen galopperen richting Begijnenbossen. Een derde beeld dat gemaakt werd, was een kleiner beeldje van Pallieter zwaaiend met zijn pet. Dit beeld werd op het Begijnhof geplaatst in 1992, maar later verplaatst naar de binnentuin Maatschappij voor Huisvesting nadat het eerst gestolen was.
In de Vlaamse en Nederlandse muziek wordt soms verwezen naar de hoofdpersoon uit Pallieter. Zo bracht Laroux in 2004 het album Liever een Pallieter uit. Ook De levensgenieter, een hit uit 1996 van Christoff De Bolle, bevat een dergelijke verwijzing.